# Jaime Janer
Jaime Janer (* 20. Mai 1900 in Terrassa; † 3. Oktober 1941 ebenda) war ein spanischer Radrennfahrer und nationaler Meister im Radsport.

## Sportliche Laufbahn
Janer (auch Jaume Janer) war im Straßenradsport aktiv. 1917 wurde er Berufsfahrer und blieb bis 1928 als Radprofi aktiv. 1919 (vor Juan Martinez) und 1923 gewann er die nationale Meisterschaft im Straßenrennen. 1920 und 1925 wurde er Vize-Meister. In der Katalonien-Rundfahrt gelang ihm 1924 ein Etappensieg, 1925 waren es drei. In der Gesamtwertung kam er auf den zweiten Rang hinter Miguel Mucio. 1920 war er Dritter in diesem Etappenrennen geworden. Das Eintagesrennen Barcelona–Igualada–Barcelona entschied er 1924 vor Telmo Garcia für sich. 
Dreimal bestritt Janer als Unabhängiger die Tour de France. 1920 und 1921 schied er jeweils aus. 1924 kam er als einer der besten Unabhängigen auf den 30. Platz. Zusammen mit Victorino Otero war er damit der erste Spanier, dem es gelang, die Tour erfolgreich zu beenden. Bei seiner Rückkehr nach Barcelona wurde ihm ein heldenhafter Empfang bereitet. 1941 starb er an Leberversagen.